# Hyposmocoma subeburneum
Hyposmocoma subeburneum là một loài bướm đêm thuộc họ Cosmopterigidae. Nó là loài đặc hữu của Molokai.